# Deutsche Gärtnerbörse
Deutsche Gärtnerbörse ist der Titel einer deutschsprachigen Fachzeitschrift für Gärtner. Sie erschien von 1938 bis 1977 in Aachen im Verlag Georgi. Zeitweilig lag dem Blatt die Beilage Hydrokultur bei.
Das Periodikum mit der ISSN 0012-0138 und insgesamt 77 Jahrgängen ist Nachfolgerin der ab 1901 erschienenen Vorläufer-Zeitschrift Rheinische Gärtnerbörse. Das gärtnerische Fachblatt Westdeutschlands. Nachfolgerin der Deutschen Gärtnerbörse wurde die Gärtnerbörse Gartenwelt Gb + Gw. Zeitschrift für Produktion und Dienstleistung im Erwerbsgartenbau.